# Сухие долины Мак-Мердо
Сухие долины Мак-Мердо (англ. McMurdo Dry Valleys) — бесснежные долины антарктических оазисов (Виктории, Райта, Тейлора) на территории Земли Виктории в Антарктиде к западу от пролива Мак-Мердо. Это самая большая (около 8 тысяч км²) не покрытая льдом область в Антарктиде.

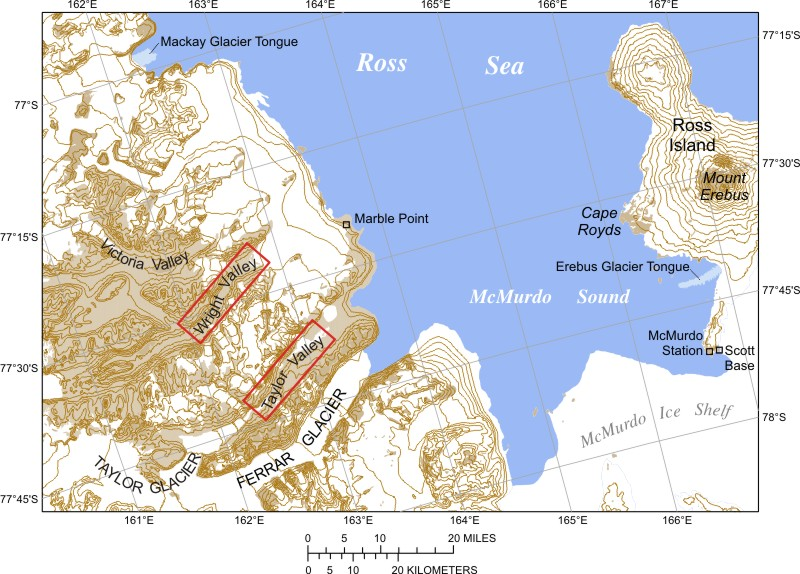
Карта пролива Мак-Мердо с указанием сухих долин

Катабатические ветры, достигающие скорости 150 км/ч, вызывают испарение влаги. Благодаря этому долины практически свободны ото льда и снега на протяжении около 8 млн лет, что делает удобным геологические и иные исследования. Согласно Договору об Антарктике, сухие долины Мак-Мердо отнесены к особо охраняемым территориям.
Сухие долины настолько близки к природным условиям Марса, что НАСА проводило там испытания спускаемых космических аппаратов «Викинг».
В более влажных местах в скалах найдены растения-эндолиты. Несмотря на отсутствие льда и снега, живой мир беднее остальных территорий ледового континента.
В долине Тейлора находится одна из достопримечательностей Антарктиды — Кровавый водопад, который обязан своим появлением деятельности анаэробных бактерий, чей метаболизм основан на переработке железа и серы.
В пробах грунта, взятых из самого засушливого и холодного места Земли — долины Университета, учёные не смогли обнаружить признаки жизни.